# Konstantin Vojnović
Konstantin (Kosto) Vojnović, hrvaški pedagog in pravnik, * 2. marec 1832, Herceg Novi, † 20. maj 1903, Dubrovnik.
Vojnović je bil rektor Univerze v Zagrebu v študijskem letu 1877/78 ter profesor na zagrebški pravni fakulteti.